# Velika Grabovnica (Brus)
Pour les articles homonymes, voir Velika Grabovnica.
Velika Grabovnica (en serbe cyrillique : Велика Грабовница) est un village de Serbie situé dans la municipalité de Brus, district de Rasina. Au recensement de 2011, il comptait 582 habitants.

## Démographie
| 1948 | 1953 | 1961 | 1971 | 1981 | 1991 | 2002 | 2011 |
| ---- | ---- | ---- | ---- | ---- | ---- | ---- | ---- |
| 748  | 768  | 791  | 733  | 691  | 627  | 651  | 582  |

|  |